# Liane Berkowitz
Liane Berkowitz (Berlín, 7 de agosto de 1923-Berlín, 5 de agosto de 1943) fue una militante en la resistencia alemana al nazismo. Pegó volantes con un mensaje en contra de una exposición con propaganda nazi. Después de que fue descubierto su grupo de resistencia llamado Orquesta Roja, Berkowitz fue condenada a muerte y ejecutada.

## Biografía
Liane Berkowitz era hija de la profesora de canto Katharina Jevsienko y del director de orquesta Viktor Vasilyev, quien había huido de la Unión Soviética. Después de la muerte de su padre, su madre volvió a casarse con Henry Berkowitz, y en 1930 Liane Berkowitz fue adoptada por él. Liane hablaba ruso con fluidez y fue educada en escuelas privadas.
Junto con su prometido Friedrich Rehmer participó en discusiones sobre política con amigos. En la noche del 17 de mayo de 1942 participó en una acción de la Orquesta Roja que consistía en pegar volantes con un mensaje en contra de la exposición de propaganda nazi «Das Sowjetparadies» («El paraíso soviético»).
El 26 de septiembre de 1942, después de que fue descubierto el grupo, Liane Berkowitz fue detenida y el 18 de enero de 1943 condenada a muerte. En el momento de su detención estaba embarazada, y el 12 de abril dio a luz en prisión a una hija. Su hija probablemente fue asesinada por los nazis en octubre de 1943. Berkowitz fue ejecutada el 5 de agosto de 1943, después de haber pedido sin éxito clemencia a Adolf Hitler.